# Ingmar Lagergård
Ingmar Josef Lagergård, född 1 december 1918 i Öckerö församling, Göteborgs och Bohus län, död 18 november 2012 i Göteborg, var en svensk barn- och ungdomspsykiater.
Lagergård, som var son till byggmästare Josef Larsson och Agnes Persson, avlade studentexamen i Göteborg 1938, blev medicine kandidat 1941 och medicine licentiat vid Uppsala universitet 1948. Han var vikarierande underläkare på Norrtulls barnsjukhus i Stockholm 1948–1949, på Flensburgska barnsjukhuset i Malmö 1949–1951, vikarierande biträdande barnpsykiater i Göteborg 1951, underläkare vid medicinska kliniken på Göteborgs barnsjukhus 1951–1953, vid psykiatriska kliniken på Sahlgrenska sjukhuset 1953–1954, vid barnpsykiatriska avdelningen på Göteborgs barnsjukhus 1954, biträdande barnpsykiater vid den psykiska barna- och ungdomsvården i Göteborgs stad 1954–1959 och överläkare vid barnpsykiatriska kliniken på Malmö allmänna sjukhus från 1959. Lagergård är begraven på Kvibergs kyrkogård i Göteborg.